# Seznam současných manželek panovníků
Toto je seznam současných manželek panovníků států s formou vlády monarchie (od konstituční po absolutní monarchie).

## Seznam současných manželek panovníků
| Stát | Portrét | Jméno                           | Narození (věk)             | Sňatek            | Stala se manželkou panovníka | Manžel (panovník)                      |
| --- | ------- | ------------------------------- | -------------------------- | ----------------- | ---------------------------- | -------------------------------------- |
| Andorra |         | Brigitte Macronová              | 13. dubna 1953 (71 let)    | 20. října 2007    | 14. května 2017              | Spolukníže Emmanuel                    |
| Bahrajn |         | Šejka Sabika bint Ibrahím       | 1948 (76–77 let)           | 9. října 1968     | 14. února 2002               | Král Hamad bin Ísá Ál Chalífa          |
| Belgie |         | Královna Mathilde               | 20. ledna 1973 (52 let)    | 4. prosinec 1999  | 21. července 2013            | Král Filip                             |
| Bhútán |         | Královna Džetsun Pema           | 4. června 1990 (34 let)    | 13. října 2011    | 13. října 2011               | Král Džigme Khesar Namgjel Wangčhug    |
| Brunej |         | Královna Saleha                 | 7. října 1946 (78 let)     | 29. července 1965 | 4. října 1967                | Sultán Hassanal Bolkiah                |
| Dánsko |         | Královna Mary                   | 5. února 1972 (53 let)     | 14. května 2004   | 14. ledna 2024               | Král Frederik X.                       |
| Japonsko |         | Císařovna Masako                | 9. prosince 1963 (61 let)  | 9. června 1993    | 1. května 2019               | Císař Naruhito                         |
| Jordánsko |         | Královna Ranija                 | 31. srpna 1970 (54 let)    | 10. června 1993   | 7. února 1999                | Král Abdalláh II.                      |
| Katar |         | Šejka Jawaher bint Hamad        |                            | 8. ledna 2005     | 25. června 2013              | Emír Tamím bin Hamad Ál Thání          |
| Kuvajt |         | Šejka Nuria                     |                            |                   | 16. prosinec 2023            | Emír Mišal al-Ahmad al-Džábir as-Sabáh |
| Lesotho |         | Královna Masenate Mohato Seeiso | 2. června 1976 (48 let)    | 18. února 2000    | 18. února 2000               | Král Letsie III.                       |
| Lucembursko |         | Velkovévodkyně Maria Teresa     | 22. března 1956 (68 let)   | 14. února 1981    | 7. října 2000                | Velkovévoda Jindřich                   |
| Malajsie |         | Královna Azíza Iskandaría       | 5. srpna 1960 (64 let)     | 6. března 1986    | 31. ledna 2019               | Král Abdullah                          |
| Monako |         | Kněžna Charlene                 | 25. ledna 1978 (47 let)    | 1. července 2011  | 1. července 2011             | Suverénní kníže Albert II.             |
| Nizozemsko |         | Královna Máxima                 | 17. října 1971 (53 let)    | 2. února 2002     | 30. dubna 2013               | Král Vilém-Alexandr                    |
| Norsko |         | Královna Sonja                  | 4. července 1937 (87 let)  | 29. srpna 1968    | 17. ledna 1991               | Král Harald V.                         |
| Omán |         | Sajída Ahad bint Abdulláh       |                            |                   | 11. ledna 2020               | Sultán Hajtham bin Tárik al-Saíd       |
| Saúdská Arábie |         | Princezna Fahda bint Falah      |                            |                   | 23. ledna 2015               | Král Salmán                            |
| Spojené království Commonwealth realm: Antigua a Barbuda Austrálie Bahamy Belize Grenada Jamajka Kanada Nový Zéland Papua Nová Guinea Svatá Lucie Svatý Kryštof a Nevis Svatý Vincenc a Grenadiny Šalomounovy ostrovy Tuvalu |         | Královna Camilla                | 17. července 1947 (77 let) | 9. dubna 2005     | 8. září 2022                 | Král Karel III.                        |
| Spojené arabské emiráty |         | Šejka Šamsa bint Suhajl         | 1971 (53–54 let)           | 1994              | 3. listopadu 2004            | Chalífa bin Saíd Ál Nahján             |
| Svazijsko |         | 15 královen                     | 6. června 1969 (55 let)    | 1992              | 1992                         | Král Mswati III.                       |
| Španělsko |         | Královna Letizia                | 15. září 1972 (52 let)     | 22. května 2004   | 19. června 2014              | Král Filip VI.                         |
| Švédsko |         | Královna Silvia                 | 23. prosince 1943 (81 let) | 19. června 1976   | 19. června 1976              | Král Karel XVI. Gustav                 |
| Thajsko |         | Královna Suthida                | 3. června 1978 (46 let)    | 1. května 2019    | 1. května 2019               | Král Vatčirálongkón                    |
| Thajsko |         | Královská choť Sineenat         | 26. ledna 1985 (40 let)    | 28. července 2019 | 28. července 2019            | Král Vatčirálongkón                    |
| Tonga |         | Královna Nanasipauʻu Tukuʻaho   | 8. března 1954 (71 let)    | 11. prosince 1982 | 18. března 2012              | Král Tupou VI.                         |

## Nezadaní panovníci
- Norodom Sihamoni, kambodžský král
- Papež František jako vysvěcený kněz katolické církve přísahal celibát

## Panovníci, kteří jsou rozvedení
- Muhammad VI., marocký král. S manželkou Salmou se údajně rozvedli kolem roku 2018.

## Panovníci, kteří jsou vdovy a vdovci
- Hans Adam II., suverénní lichtenštejnský kníže. Oženil se s Marií z Vchynic a Tetova. Zemřela 21. srpna 2021 v Kantonální nemocnici v Grabsu.